# Diplazon contiguus
Diplazon contiguus là một loài tò vò trong họ Ichneumonidae.